# Paradise (Texas)
Paradise es una ciudad ubicada en el condado de Wise en el estado estadounidense de Texas. En el Censo de 2010 tenía una población de 441 habitantes y una densidad poblacional de 84,88 personas por km².

## Geografía
Paradise se encuentra ubicada en las coordenadas 33°9′1″N 97°41′19″O / 33.15028, -97.68861. Según la Oficina del Censo de los Estados Unidos, Paradise tiene una superficie total de 5.2 km², de la cual 5.2 km² corresponden a tierra firme y (0%) 0 km² es agua.

## Demografía
Según el censo de 2010, había 441 personas residiendo en Paradise. La densidad de población era de 84,88 hab./km². De los 441 habitantes, Paradise estaba compuesto por el 97.51% blancos, el 0.23% eran afroamericanos, el 0.23% eran amerindios, el 0% eran asiáticos, el 0% eran isleños del Pacífico, el 0.91% eran de otras razas y el 1.13% pertenecían a dos o más razas. Del total de la población el 12.47% eran hispanos o latinos de cualquier raza.